# 克什布
克什布（1769年—？年），正紅旗蒙古圖斯圖佐領下人，嘉慶八年癸亥科繙譯進士。

## 履歷
- 繙譯進士。
- 實錄館協修。
- 嘉慶十一年（1806年）八月，署江蘇江寧府溧水縣知縣。[1][2][3]